# Mořanovití
Mořanovití (Sparidae) jsou čeleď paprskoploutvých ryb.

## Taxonomie
Za popisnou autoritu čeledi mořanovitých je považován francouzský přírodovědec Constantine Samuel Rafinesque (1818). Na základě tradiční systematiky spadali do sběrného řádu ostnoploutví (Perciformes), současná systematika čeleď klasifikuje v rámci řádu bodloci (Acanthuriformes). Ve fylogenetické klasifikaci, kterou zveřejnili Betancur-R et al. (2017), byli zařazeni do řádu Spariformes.
Následující seznam platných recentních rodů je aktuální k 20. dubnu 2025 a vychází z Eschmeyer's Catalog of Fishes:
- Acanthopagrus Peters, 1855
- Amamiichthys Tanaka & Iwatsuki, 2015
- Archosargus Gill, 1865
- Argyrops Swainson, 1839
- Argyrozona Smith, 1938
- Boops Cuvier, 1814
- Boopsoidea Castelnau, 1861
- Calamus Swainson, 1839
- Centracanthus Rafinesque, 1810
- Cheimerius Smith, 1938
- Chrysoblephus Swainson, 1839
- Chrysophrys Quoy & Gaimard, 1824
- Crenidens Valenciennes, 1830
- Cymatoceps Smith, 1938
- Dentex Cuvier, 1814
- Diplodus Rafinesque, 1810
- Evynnis Jordan & Thompson, 1912
- Gymnocrotaphus Günther, 1859
- Lagodon Holbrook, 1855
- Lithognathus Swainson, 1839
- Oblada Cuvier, 1829
- Pachymetopon Günther, 1859
- Pagellus Valenciennes, 1830
- Pagrus Cuvier, 1816
- Parargyrops Tanaka, 1916
- Petrus Smith, 1938
- Polyamblyodon Norman, 1935
- Polysteganus Klunzinger, 1870
- Porcostoma Smith, 1938
- Pterogymnus Smith, 1938
- Rhabdosargus Fowler, 1933
- Sarpa Bonaparte, 1831
- Sparidentex Munro, 1948
- Sparodon Smith, 1938
- Sparus Linnaeus, 1758
- Spicara Rafinesque, 1810
- Spondyliosoma Cantor, 1849
- Stenotomus Gill, 1865
- Virididentex Poll, 1971

V rámci mořanovitých se odvozuje i historicky samostatná čeleď smuhovkovití (Centracanthidae), tj. rody Spicara a Centracanthus.

## Charakteristika

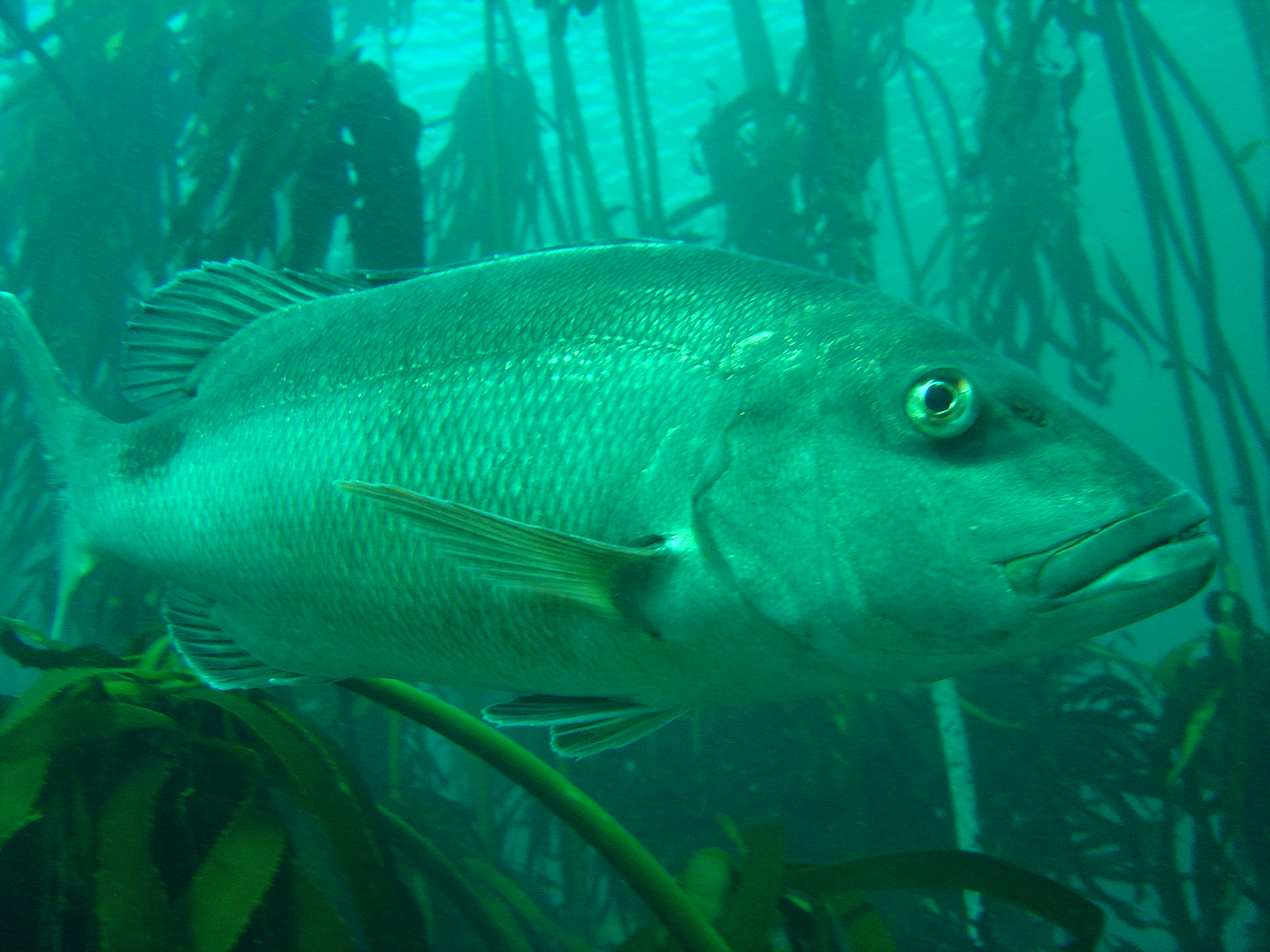
Pražman velký (Petrus rupestris)

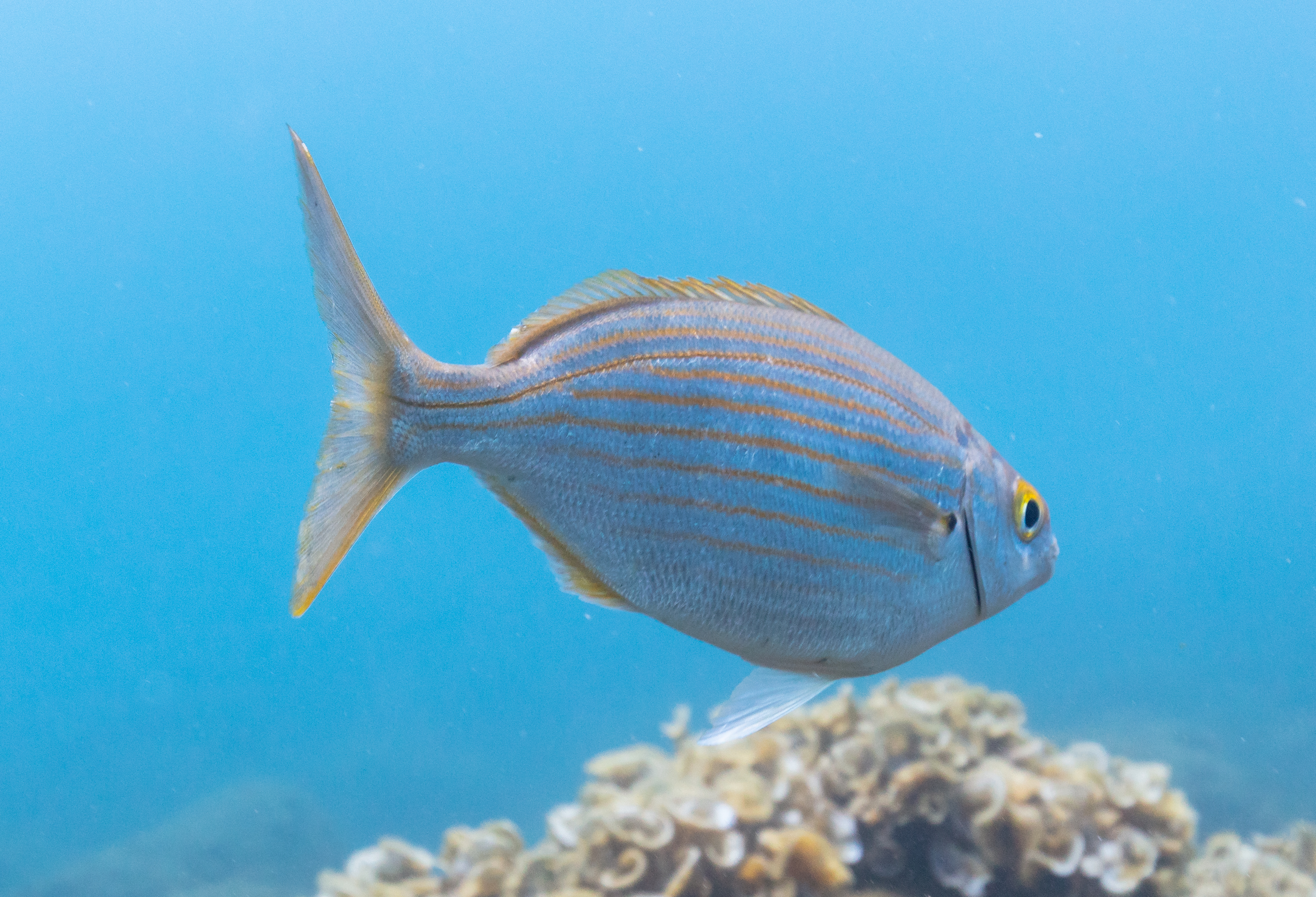
Očnatec obecný (Sarpa salpa)

Největší zástupci mořanovitých dosahují velikosti okolo 120 cm, vzácně snad až 200 cm a hmotnosti až 100 kg (např. pražman velký, odb. Petrus rupestris). Nejmenší zástupci měří asi 30 cm. Tělo je podlouhlé nebo vejčité, bočně zploštělé. V rámci čeledi variabilní zbarvení často doprovází kovový lesk. Z hlediska rybí morfologie se mořanovití vyznačují nedělenou hřbetní ploutví obvykle nesoucí 10–13 trnů a 10–15 měkkých paprsků; řitní ploutví obvykle nesoucí 3 trny a 8–14 měkkých paprsků; a 24 obratli. Ocasní ploutev je vidlicovitá nebo vykrojená. Zuby jsou kuželovité, připomínající řezáky či stoličky, a horní čelist v klidu překrývá „pochva“.
Mořanovití se vyskytují v tropických i mírných vodách Atlantského, Indického i Tichého oceánu. Většina druhů žije blízko pobřeží, a to v různých hloubkách, od říčních ústí a šelfových vod až po kontinentální svahy. Velmi vzácně se odvažují i do brakických nebo sladkých vod. Do sladkovodních ekosystémů na Floridě se například občas zatoulá mořan pruhovaný (Archosargus probatocephalus), rod Acanthopagrus se v brakické vodě někdy i tře. Preferovaným stanovištěm většiny mořanovitých jsou korálové a skalnaté útesy a suťová a písčitá dna, kde často loví bezobratlé s tvrdými schránkami.
Řada mořanovitých patří mezi hermafrodity. U některých dochází ke změně pohlaví během života (tzv. sekvenční hermafroditismus), u jiných se objevuje naopak hermafroditismus simultánní. Většina druhů uvolňuje vajíčka do vodního sloupce, některé do připravených hnízd. Larvy se však obecně vyvíjejí ve volné vodě.

## Využití
Řada mořanovitých patří mezi vyhledávané konzumní ryby, v severovýchodním a východním Atlantiku a Středozemním moři jsou to například růžicha šedá (Pagellus bogaraveo), očnatec obecný (Sarpa salpa) nebo pražman obecný (Pagrus pagrus), u amerických břehů zase např. mořan pruhovaný. Pražman japonský (Pagrus major) představuje jednu z nejoblíbenějších a nejcennějších konzumních ryb v Japonsku. Maso mořanovitých však vzácně vyvolává otravy typu ciguatera.
Zejména u druhů s pomalým životním cyklem a agregujícími se během tření se rybolov může výrazně podepsat na stavu populací. Např. populace jihoafrického pražmana štíhlého (Polysteganus undulosus) se během 20. století takřka úplně zhroutily, s poklesem množství úlovků z 1 000 tun na počátku 20. století na méně než 400 tun ve 20. a 30. letech a na pouhých 5,4 tun v 80. letech.